# 1280-е годы до н. э.
1280-е (ты́сяча две́сти восьмидеся́тые) го́ды до на́шей э́ры по пролептическому юлианскому календарю — промежуток времени с 1 января 1289 года до н. э. по 31 декабря 1280 года до н. э., включающий с 1289 по 1281 годы 2-го десятилетия  и 1280 год 3-го десятилетия XIII века 2-го тысячелетия до н. э. Им предшествовали 1290-е годы до н. э., за ними следовали 1270-е годы до н. э. Они закончились 3305 лет назад.

## События

### Афины
- 1282 год до н. э. — Пандион II, легендарный король Афин, умирает после 25 лет правления.

### Египет
- 1288 год до н. э. — фараон Рамзес II начинает экспедицию в Леванте; это означает конец мира с хеттами.
- 1283 год до н. э. — Битва при Кадеше по результатам которой Рамзес II заключает с Муваталли II перемирие; египтяне отступают к сирийской границе и прекращают экспансию на север.

### Месопотамия
- 1280 год до н. э. — Король Шаттуара (1280—1270 до н. э.) доминирует государственным вассалом Митанни.

## Искусство
- Ок. 1285 года до н. э. — папирус Хунифера с изображением суда Осириса. В настоящее время находится в Британском музее, Лондон.

## Значимые люди
- Сети I из Египта (1290—1279 годы до н. э.) (19-династия)